# Бед Мийтс Ивъл
Бед Мийтс Ивъл (на английски: Bad Meets Evil) е американски рап дует. Състои се от Еминем и Ройс да Файв Найн, като Eминем представлява Ийвъл (злото), a Ройс – Бед (лошото).
В началото на 2000 година двамата се разделят, но през 2010 година отново се събират и издават дебютното си EP Hell: The Sequel на 14 юни 2011 година, което дебютира на 1 място в класацията за албуми Билборд 200.